# Byfjorden (Rogaland)
Byfjorden  è un fiordo situato nella contea di Rogaland, che fa parte della regione di Vestlandet, posta nella parte sud-occidentale della Norvegia.

## Descrizione
Il fiordo è lungo 10 km e ha inizio dal faro di Tungenes, posto all'estremità settentrionale della penisola di Stavanger; il fiordo si estende verso sud lungo la costa orientale della penisola e continua fino alla città di Stavanger.
Lungo il lato orientale del fiordo si trovano le isole Bru, Åmøy, Hundvåg, Buøy, Engøy, Sølyst e Grasholmen. Il fiordo si collega con il Boknafjord all'estremità settentrionale.

## Etimologia
Il nome Byfjorden in lingua norvegese significa fiordo della città, in riferimento alla città di Stavanger. 
Un altro fiordo con lo stesso nome Byfjorden si trova nell'ex contea di Hordaland.

## Accessibilità
Il fiordo è attraversato da tre strade tra cui la Strada europea E39. All'estremità sud del fiordo sono stati costruiti il ponte di Stavanger e il tunnel Hundvåg, mentre il Byfjord tunnel si trova all'estremità nord del fiordo.